# جان گریم‌وود
جان گریم‌وود (انگلیسی: John Grimwood؛ ۲۵ اکتبر ۱۸۹۸ – ۲۶ دسامبر ۱۹۷۷) یک بازیکن فوتبال اهل انگلستان بود. 
از باشگاه‌هایی که در آن بازی کرده‌است می‌توان به باشگاه فوتبال منچستر یونایتد، باشگاه فوتبال آلترینچام، باشگاه فوتبال ساوت شیلدز، و باشگاه فوتبال بلکپول اشاره کرد.